# 군산 내항 역사문화공간
군산 내항 역사문화공간은 대한민국 전북특별자치도 군산시 장미동에 있다. 2018년 8월 6일 대한민국의 국가등록문화재 제719호로 지정되었다.
　

## 개요
군산 내항 역사문화공간은 1899년 대한제국 개항 이후 '구 군산세관 본관'을 중심으로 각국 거류지가 설정되면서 초기 군산항의 모습에서부터 일제강점기 경제 수탈항으로서 근대 항만의 역사와 근대산업화시기의 어업 및 산업생활사를 보여주는 보존과 활용가치가 우수한 지역으로 평가된다.
　

## 참고 자료
- 군산 내항 역사문화공간 - 국가유산청 국가유산포털